# La Tort de l'Aspà
La Tort de l'Aspà és una masia de Lluçà (Lluçanès) inclosa a l'Inventari del Patrimoni Arquitectònic de Catalunya.

## Descripció
Masia bastant modificada sota un serrat i orientada a l'est.
Totes les cantoneres són de pedra picada i és coberta amb teulada a dues vessants amb aiguavés a la façana principal. A l'edifici d'entrada (de l'antiga casa de l'amo) hi ha un portal amb un arc rebaixat datat el 1868. A la llinda d'una finestra es troba la data de 1865.
A la façana dreta hi ha un edifici annexionat amb una eixida amb dos arcs rebaixats (un tapiat). A la façana esquerra es troba un pou molt rudimentari de grans pedres. Davant hi ha una cabana amb un gran arc de mitja volta. També hi ha una era encerclada per un mur.

## Història
De la Tort es tenen notícies del seu cognom "Tort" al segle xvii, a l'arxiu parroquial de Santa Maria d'Alpens de l'any 1632.
La seva restauració de mitjans de segle xix la modificà en algun dels traçats de l'antiga construcció, si bé se'ns presenta amb totes les característiques d'antiga casa pairal.